# Kata Dobó
Dans le nom hongrois Dobó Kata, le nom de famille précède le prénom, mais cet article utilise l’ordre habituel en français Kata Dobó, où le prénom précède le nom.
Kata Dobó, née Katalin Kovács est une actrice et cinéaste hongroise.

## Biographie
Kata Dobó est née Katalin Kovács en 1974 à Budapest. Comme son père était un officier militaire, sa famille a beaucoup déménagé. Ils ont vécu à Kiev, Lenti, Budapest et Győr.
Après avoir obtenu son diplôme, elle postula à la faculté des arts, mais ne fut pas acceptée. Elle voulait voler de ses propres ailes et travailla donc comme secrétaire, par exemple. Elle participa à un concours de mannequinat pour un studio de mode renommé et fut sélectionnée pour leur cours de mannequinat professionnel. Elle posa pour plusieurs magazines, puis signa un contrat en Allemagne, où elle apparut dans des catalogues.
En 1995, par hasard (elle pensait participer à un concours de mannequins), elle fut engagée dans la série Éretlenek (hu). Elle a connu la célébrité en 1997 avec le film Out of Order (en), dans lequel elle jouait le rôle de Tündé Marosi.
En 1997, elle fut admise à l'Université des arts du théâtre et du cinéma, où elle ne termina que la première année. Elle se rendit ensuite aux États-Unis et a étudia la comédie à Hollywood.
Ces dernières années, elle s'est produite en tant qu'invitée au théâtre Karinthy, à Pinceszínház, au Játékszín et au cinéma Atrium. Entre 2008 et 2014, elle s'est également produite au théâtre Békéscsabai Jókai Színház. En 2019, elle fit ses débuts en tant que réalisatrice avec le film Kölcsönlakás (hu), qui a été vu par plus de 150 000 personnes dans les cinémas hongrois, ce qui en fait le film hongrois le plus regardé de 2019.

## Vie privée
Son premier mari était l'acteur Dávid Vermes, avec qui elle a été mariée un an en 1997-1998. Elle fut la compagne d'András Vajna de 1998-2006. Elle a également vécu avec le coiffeur László Hajas (hu). En 2012, elle a donné naissance à une fille, Szofi, dont le père est le musicien Levente Gulyás (hu). Leur relation a pris fin en 2014. Elle a également eu des liaisons avec Gábor Bochkor (hu) et Zsolt Anger. De 2016 à 2019, elle a vécu avec Tamás Zsidró (hu) Depuis 2021, elle est en couple avec Vajk Szente (hu), un réalisateur.

## Galerie

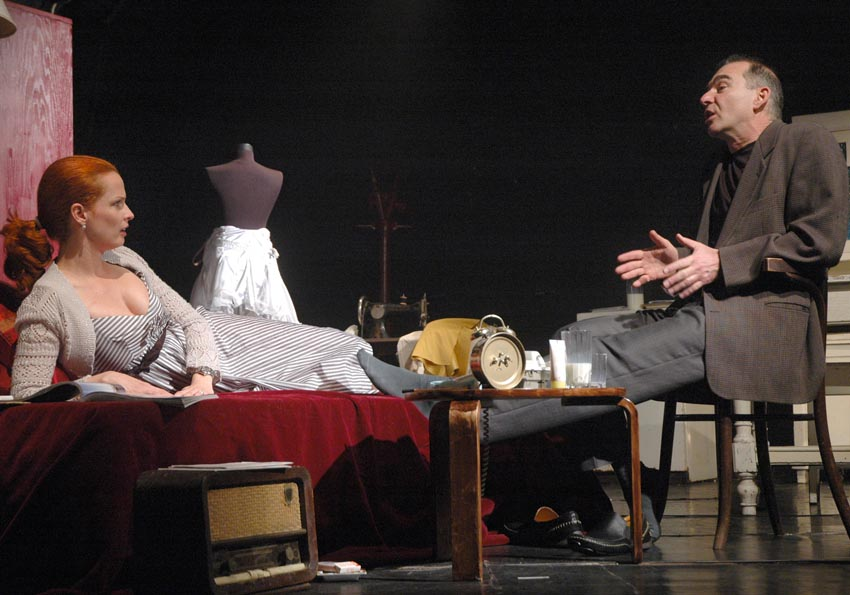
Kata Dobó et Tibor Szervét (eo) dans une pièce de William Gibbson mise en scène par István Verebes

## Filmographie sélective

### Cinéma

#### Actrice
- 1999 : Európa expressz (en)
- 2002 : American Rhapsody
- 2002 : Rollerball (film, 2002)
- 2003 : Ultime Vengeance (film, 2003)
- 2005 : Just Sex and Nothing Else (en)
- 2006 : Children of Glory
- 2006 : Basic Instinct 2
- 2007 : Le Goût du sang

#### Réalisatrice
- 2021 : El a kezekkel a Papámtól! (hu)

### Télévision
- Les Experts, 2003